# Sinhá Olímpia
Olympia Angélica de Almeida Cotta, (Santa Rita Durão, distrito de Mariana, 1889 - Ouro Preto, 1976), mais conhecida como Sinhá Olímpia, foi uma notória habitante da cidade histórica brasileira de Ouro Preto que circulava pelas ruas contando histórias, pelas quais pedia algum dinheiro em troca. Foi considerada por Rita Lee a primeira hippie do Brasil e transformou-se em musa de Carlos Drumond de Andrade e de Milton Nascimento. Atualmente Sinhá Olímpia é referência para inúmeros locais de Ouro Preto, Mariana e região, como escolas de samba, pousadas e restaurantes.

## Biografia

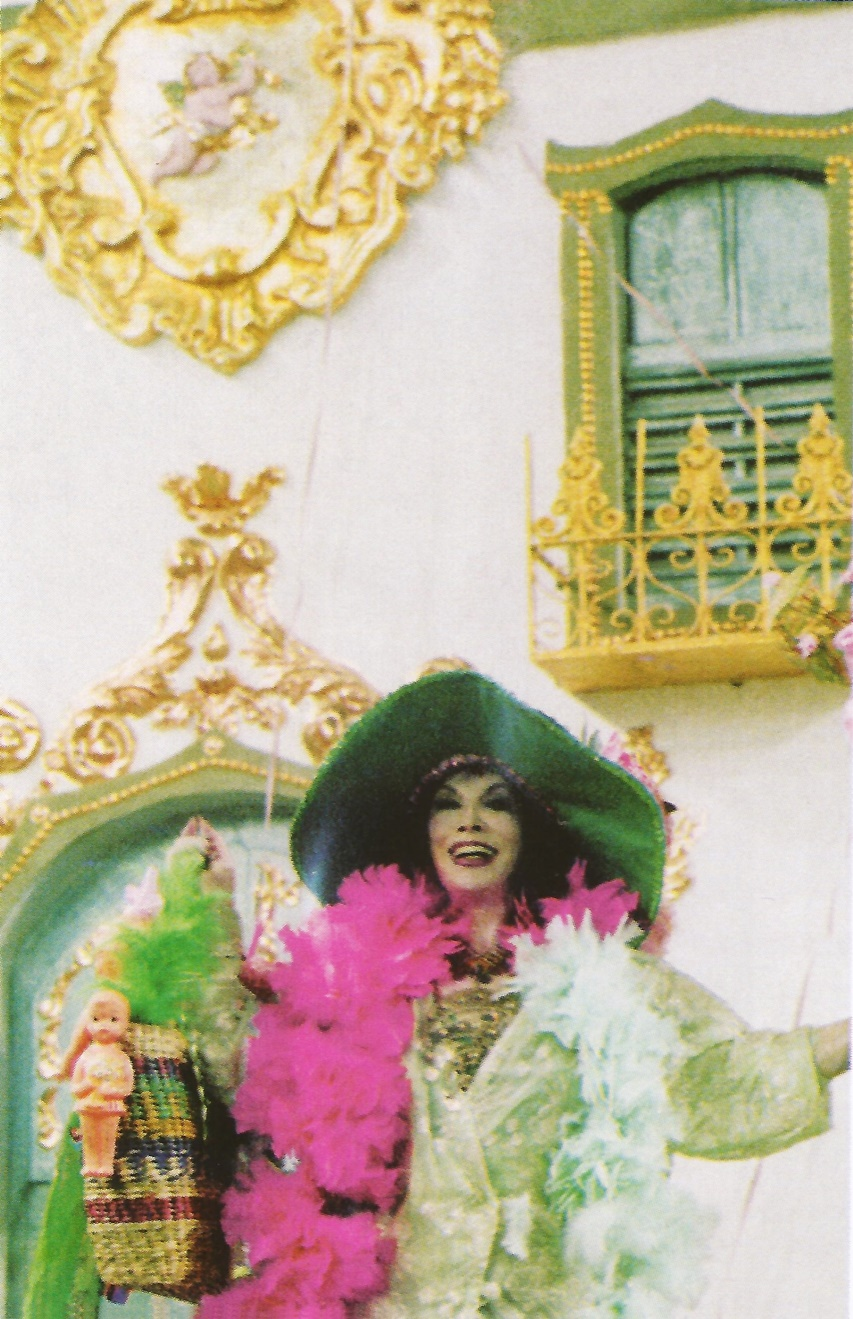
A cantora Marlene interpreta Sinhá Olímpia no desfile da Estação Primeira de Mangueira no carnaval de 1990. Fotografia de Jorge William.

Filha de pai rico, Sinhá Olympia apaixonou-se na juventude por um farmacêutico pobre e foi proibida de viver o romance. Contam até que o rapaz, pouco tempo depois, faleceu de tristeza. Daí o motivo de sua loucura. Costumava usar vestimenta do século XVIII, chapéus extravagantes e cajado na mão, tinha por hábito contar histórias de outros tempos como se as tivesse vivido, como por exemplo o fato de ter convivido com o alferes Joaquim José e que era amada pelo poeta revolucionário Cláudio Manoel da Costa. As pessoas que lhe eram mais chegadas era comum que pedisse, entre um conto e outro, uma dose de pinga. Em 1984, o programa especial "Tiradentes Nosso Herói", da Rede Globo, trouxe a canção "Sinhá Olímpia", de Daltony Nóbrega e Lafayette Galvão, cujo refrão é "Sinhá Olímpia, quem é você?", já que ela representava tantos papéis da História. Em 1990, sua história virou samba-enredo da Escola Estação Primeira de Mangueira. Em sua casa hoje funciona a Cachaçaria Milagre de Minas.